# Gliese 370
Gliese 370 (GJ 370 / HD 85512) es una estrella de magnitud aparente +7,92 en la constelación de Vela.
Situada a 36,4 años luz de distancia del sistema solar, las estrellas conocidas más cercanas a Gliese 370 son Gliese 358 y Gliese 367, respectivamente a 5,7 y 6,6 años luz.
En 2011 se descubrió un planeta extrasolar en órbita alrededor de esta estrella.
Gliese 370 es una enana naranja de tipo espectral K6V o K5V. Al igual que el Sol, su energía proviene de la fusión nuclear del hidrógeno en helio, pero es más tenue y fría que este, con una temperatura de 4715 ± 102 K.
Tiene una octava parte de la luminosidad solar y un radio equivalente al 68% del radio solar, siendo su masa de 0,63 masas solares. Sus características son semejantes a las de la componente principal de 61 Cygni o a las de Gliese 453.
Gliese 370 carece de actividad cromosférica y puede ser una estrella de sólo 300 millones de años de edad; otro estudio, sin embargo, le otorga una edad mucho mayor de 5610 ± 610 millones de años.
Su metalicidad, expresada como la abundancia relativa de hierro, equivale a un 66% de la del Sol.

## Sistema planetario
En 2011, mediante el uso del «Buscador de Planetas por Velocidad Radial de Alta Precisión» (HARPS), se descubrió un planeta en órbita alrededor de Gliese 370.
Denominado HD 85512 b, tiene una masa 3,6 veces mayor que la de la Tierra y un período orbital de 58,43 días.
Su distancia media respecto a la estrella es de 0,26 UA, por lo que se encuentra justo en el interior de la zona de habitabilidad.
Por su baja masa y por la radiación que recibe —ligeramente inferior a la de Venus—, HD 85512 b puede ser apto para albergar vida. Si hay nubes que incrementan su albedo, su superficie podría ser lo suficientemente fría para que existiera agua líquida.
| Acompañante (En orden desde la estrella) | Masa (MJ)        | Período orbital (días) | Semieje mayor (UA) | Excentricidad |
| ---------------------------------------- | ---------------- | ---------------------- | ------------------ | ------------- |
| HD 85512 b                               | > 0,011 ± 0,0016 | 58,43 ± 0,13           | 0,26 ± 0,05        | 0,11 ± 0,1    |